# Joseph-Philibert Desblanc
Joseph-Philibert Desblanc (* 1760 in Mâcon, Département Saône-et-Loire; † 27. November 1820 in Trévoux, Département Ain) war ein französischer Ingenieur, Erfinder und Uhrmacher. Er war der Erste, der in Frankreich ein Patent auf ein Dampfschiff anmeldete.

## Leben
Desblanc war der Sohn von Claude Desblanc und Marie Saurien. 1782 arbeitete er für die Gebrüder Jean am Raddampfer Pyroscaphe des Erfinders Claude François Jouffroy d’Abbans. Im selben Jahr entwarf er ein eigenes Dampfschiff, bei dem die Dampfmaschine statt eines Schaufelrades eine Kette mit Schaufeln antrieb und das Schiff so fortbewegte. Das Schiff hatte eine Länge von 18,90 Meter, eine Breite von 4,90 Meter und einen Tiefgang von 0,61 Metern. Es wurde durch eine horizontale, doppelt wirksame Dampfmaschine angetrieben. Der Kolben der Dampfmaschine hatte einen Durchmesser von 0,53 Metern, dieser führte einen Hub von 1,37 Metern aus. Das Schiff soll auf der Saône getestet worden sein, wurde jedoch aufgegeben, da ein Konstruktionsfehler in der Kette bestand.
Im Jahr 1802 erhielt Desblanc ein Patent auf seine Erfindung und kam so dem Amerikaner Robert Fulton zuvor. Claude François Jouffroy d’Abbans ging gegen das Patent vor, wurde jedoch nicht gehört.

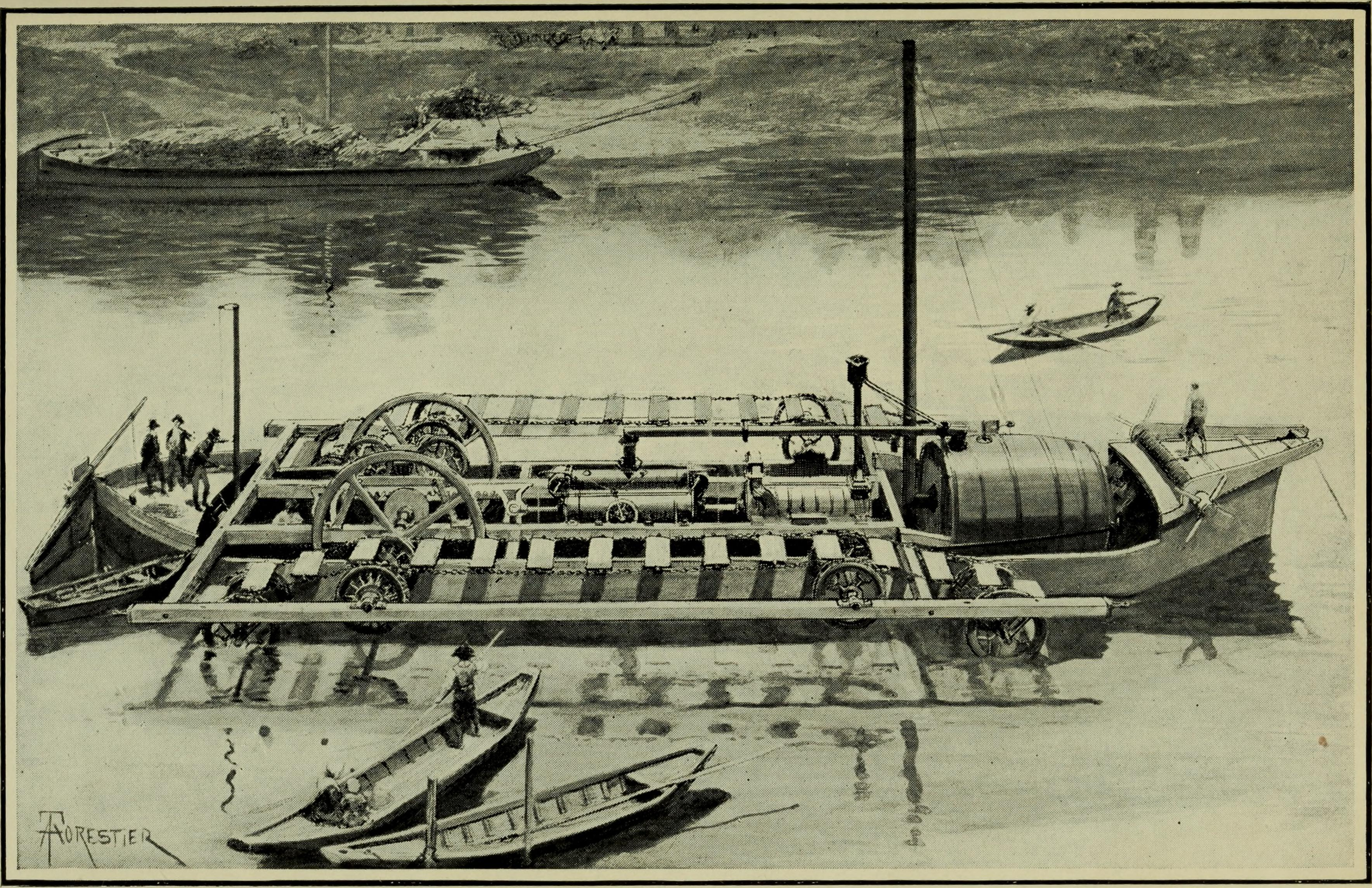
Ein Steamboat Design von M. Desblanc